# 安次郎
安次郎（やすじろう、1912年2月19日 - 没年未詳）は大相撲の元呼出。本名は西川安次郎。出羽海部屋所属。安治郎とも表記される。

## 来歴
初め大阪相撲の小野川部屋から1921年5月に初土俵を踏んだ。1927年の東西合併で太郎らとともに移籍。のち出羽海部屋に移籍。1961年の呼出しの定年制施行後に、小鉄の後を継いで結びの一番を担当する立呼出（制度化以前の非公式な呼称）となった。1967年初場所限りで定年退職。立呼出は寛吉が継承した。
1949年（昭和24年）5月場所に呼出が番付掲載されるようになった時点で順席5人目、番付削除前の1959年（昭和34年）11月場所では順席3人目であった。